# La fuga
La fuga (br: A Fuga) é um filme argentino lançado em 2001, com direção de Eduardo Mignogna. É protagonizado por Ricardo Darín, Miguel Ángel Solá, Gerardo Romano, Patricio Contreras, Inés Estévez, Alejandro Awada e Norma Aleandro.

## Sinopse
No verão de 1928, vários presos da Penitenciária Nacional de Buenos Aires conseguem escapar. O filme narra a sorte de cada um desses fugitivos, em busca de seu destino, e fazendo qualquer coisa para não voltar para a prisão.

## Elenco
- Miguel Ángel Solá .... Laureano Irala
- Ricardo Darín .... Domingo Santaló, 'El Pibe'
- Gerardo Romano .... Julio Bordiola
- Patricio Contreras .... Eusebio Duval
- Inés Estévez .... Tabita
- Norma Aleandro .... La Varela
- Alejandro Awada .... Tomás Opitti
- Vando Villamil .... Omar Zajur
- Alberto Jiménez .... Camilo Vallejo
- Arturo Maly .... Pedro Escofet
- Facundo Arana .... Víctor Gans
- Oscar Alegre .... Belisario Zacarías
- Juan Ponce de León .... Ramón Cedeyra
- Antonella Costa .... Rita Baldini
- Erasmo Olivera .... Anarquista